# Abramites
Abramites is een geslacht van straalvinnige vissen uit de familie van de kopstaanders (Anostomidae).

## Soorten
- Abramites eques (Steindachner, 1878)
- Abramites hypselonotus (Günther, 1868)